# Judith Keppel
Judith Cynthia Aline Keppel (sinh ngày 18 tháng 8 năm 1942) là một thí sinh người Anh. Bà là người đầu tiên vượt qua câu 15 của chương trình truyền hình Who Wants to Be a Millionaire? ở Vương quốc Anh. Ngoài ra, bà cũng đã xuất hiện trên gameshow Eggheads trên kênh BBC Two vào năm 2003.

## Gia đình
Keppel xuất thân trong một gia đình hoàng gia Anh. Cha của bà, Hon Walter Arnold Crispian Keppel (1914-1996) là một chỉ huy trung úy trong Hải quân Hoàng gia Anh, người di chuyển với gia đình đến các hải quân khác nhau trên khắp Vương quốc Anh cho đến khi họ định cư tại Luân Đôn khi bà 17 tuổi. Bà tốt nghiệp hang A tại Trường St Mary's, Wantage, và hoàn thành một khóa học thư ký, và kết hôn với người chồng đầu tiên - Desmond Corcoran, một đại lý nghệ thuật. Hai người có ba đứa con chung gồm Sibylla, Alexander và Rosie, nhưng đã ly dị vào năm 1980. Năm 1985, bà kết hôn với nhà văn kịch hài Neil Shand. Họ chia tay vào năm 1987.
Keppel là cháu gái của Walter, Bá tước thứ 9 của Albemarle. Ông cố của bà, Bá tước thứ 8, là anh trai của George Keppel và anh rể của Alice Keppel (vợ của Vua Edward VII), và đại tá của Camilla, Nữ công tước xứ Cornwall - em gái của bà. Thông qua dòng truyền thừa quý tộc trên, tổ tiên của bà có thể được truy tìm lại đó chính là Eleanor xứ Aquitaine và Henry II của Anh, xuất hiện ngay trong câu hỏi số 15 của bà trong Who Wants to Be a Millionaire?.

## Phần chơi tạiWho Wants to Be a Millionaire?
| Câu số 15/15 (£1.000.000) - Hết quyền trợ giúp  |               |
| Which king was married to Eleanor of Aquitaine? |               |
| • A: Henry I                                    | • B: Henry II |
| • C: Richard I                                  | • D: Henry V  |

Keppel xuất hiện trong số phát sóng ngày 20 tháng 11 năm 2000 của chương trình Who Wants to Be a Millionaire?, trở thành người thứ 2 trên thế giới và là người đầu tiên ở Anh vượt qua câu 15. Vào thời điểm đó, bà là một nhà thiết kế sân vườn sống ở Fulham và đã đấu tranh vì đồng tiền. Tuy nhiên, bà đã dành khoảng 100 bảng gọi điện cho chương trình hơn 50 lần để đảm bảo an toàn. "BT có gọi điện cho tôi và nói, 'Bạn có nhận thấy hóa đơn điện thoại của bạn đang tăng lên không?'" - bà nói. Có tin đồn vào thời điểm chiến thắng bà đã bị rò rỉ khi ITV Network sẽ thu xếp từ BBC One để phát sóng tập cuối cùng của One Foot in the Grave trong cùng thời gian. Tuy nhiên, Ủy ban Truyền hình Độc lập Anh đã xóa Celador và ITV về các cáo buộc trên.
Sau đó, bà xuất hiện trên BBC Two trong chương trình Eggheads, nơi bà và bốn thí sinh khác đối đầu nhau.